# Rudolf Leidler
Rudolf Leidler (* 11. März 1880 in Prag; † 7. August 1938 in Wien) war ein Otologe.
Leidler besuchte in Prag das deutsche Gymnasium und nahm in Prag ein Medizinstudium auf. Nach sieben Semestern wechselte er an die Universität Wien, wo er am 24. März 1904 promoviert wurde. Von 1904 bis 1907 arbeitete er an der Ohrenklinik der Universität, dann wurde er Assistent an der Wiener Allgemeinen Poliklinik. 1917 wurde er an der Universität Wien im Fach Ohrenheilkunde habilitiert und war nach dem Ersten Weltkrieg Vorstand des Franz-Josefs-Ambulatoriums. Ab 1922 leitete er die Ohrenstation der von Markus Hajek geleiteten Hals-, Nasen- und Ohrenklinik. 1931 wurde er zum tit. außerordentlichen Professor ernannt. Wenige Monate nach dem Einmarsch der deutschen Wehrmacht in Österreich starb Leidler durch Freitod.